# 醫療百科
醫療百科（英語：Medpedia）是一個類似維基百科以醫療資訊為主的開放內容計劃。該計劃得到哈佛醫學院（Harvard Medical School）、史丹佛醫學院（Stanford University School of Medicine）、柏克萊加州大學公共健康學院（UC Berkeley School of Public Health）、密西根大學醫學院（University of Michigan Medical School）等學術機構協助。全部內容都根據GNU自由文件協定證書（GFDL）來授權，並以MediaWiki維護。所有內容僅容許專家編輯。計劃目的是為了建立一個世界上最詳盡的協作的醫療資源中心。醫療百科為醫生、科學家、政策制定人、學生及市民提供一個關於健康的龐大目錄、資料庫和學習工具。